# Moritz Trautmann
Pour les articles homonymes, voir Trautmann.
Moritz Trautmann, né le 24 mars 1842 à Klöden, mort le 23 avril 1920 à Francfort-sur-le-Main, est un angliciste allemand.

## Biographie
Trautmann étudie la philologie classique et les langues modernes à l’université de Halle, puis à l’université de Berlin. Il donne cours à Küstrin et Stettin et obtient son doctorat en 1871.
Il vit ensuite entre l’Angleterre et l’Allemagne où il donne cours à Leipzig en 1874–1875 et devient professeur de philologie anglaise à l’université de Leipzig en 1876. En 1880, il est professeur associé et, en 1885, professeur d’anglais et de littérature anglaise à Bonn.
Il est co-directeur de la revue Anglia (en), qu'il a cofondée avec Richard Wülker, de 1876 à 1885 et directeur de Bonner Beiträge zur Anglistik à partir de 1898.

## Ouvrages
- Die Sprachlaute im allgemeinen und die Laute des Englischen, Französischen und Deutschen im besonderen, 1884–1886 ()
- Kynewulf, der Bischof und Dichter, 1898
- Kleine Lautlehre des Deutschen, Französischen und Englischen, 1903 ()
- Das Beowulf-Lied; als Anhang des Finn-Bruchstück und die Waldhere-Bruchstücke, 1904 ()
- Die Fremdwörtersucht im geschäftlichen Leben und ihre Bekämpfung, 1912